# Fläckvingad dvärgrall
Fläckvingad dvärgrall (Laterallus spilopterus) är en hotad fågel i familjen rallar som förekommer i Sydamerika.

## Utseende och läten
Fläckvingad dvärgrall är som det svenska namnet avslöjar en mycket liten rall med en kroppslängd på endast 15 centimeter. Ovansidan är brun med svarta streck och mörka vingar med vitaktiga band på täckarna som syns även i flykten. Undersidan är blygrå, med mörkare, vitbandad buk. Näbben är grönaktig och benen grå med grön anstrykning. Lätet är okänt.

## Utbredning och systematik
Fågeln förekommer i sydöstra Brasilien (Rio Grande do Sul), Argentina (Corrientes–Chaco till Santa Cruz) och i södra Uruguay. Den behandlas som monotypisk, det vill säga att den inte delas in i några underarter.

### Släktestillhörighet
Traditionellt placerades arten i Porzana. DNA-studier har dock visat att arten inte hör till sumphönsen i Porzana utan är systerart till atlantrall och nära släkt med svart dvärgrall (Laterallus jamaicensis). Efter de nya genetiska rönen har även dess trivialnamn justerats, från tidigare fläckvingad sumphöna.

## Levnadssätt
Arten förekommer i säsongsmässiga och av tidvatten påverkade våtmarker, fuktängar och både fuktiga och torra gräsmarker. I Argentina ses den i samband med gräsväxten Spartina densiflora i områden med brackvatten. Den har även hittats i fuktiga gräsmarker med Spartina och Juncus acutus, och har skrämts upp från områden med Paspalum-gräs.

## Status
Det är svårt att bedöma hur vanlig och utbredd arten egentligen är med tanke på att dess läte är okänt. Den antas dock ha en liten population uppskattad till under 10.000 vuxna individer och tros minska i antal. Internationella naturvårdsunionen IUCN anser den därför vara hotad och placerar den i hotkategorin arten som sårbar.